# Tirà de Santa Marta
El tirà de Santa Marta (Myiotheretes pernix) és un ocell de la família dels tirànids (Tyrannidae).

## Hàbitat i distribució
Habita barrancs amb arbusts de la Sierra Nevada de Santa Marta, al nord-est de Colòmbia.